# تمراغت (أورير)
تمراغت هي إحدى مشيخات المملكة المغربية، تتبع جغرافيا لعمالة أكادير إدا وتنان وإداريًا لأورير. يقدر عدد سكانها بـ 3813 نسمة حسب الإحصاء الرسمي للسكان والسكنى لسنة 2004.